# Elijah Bond

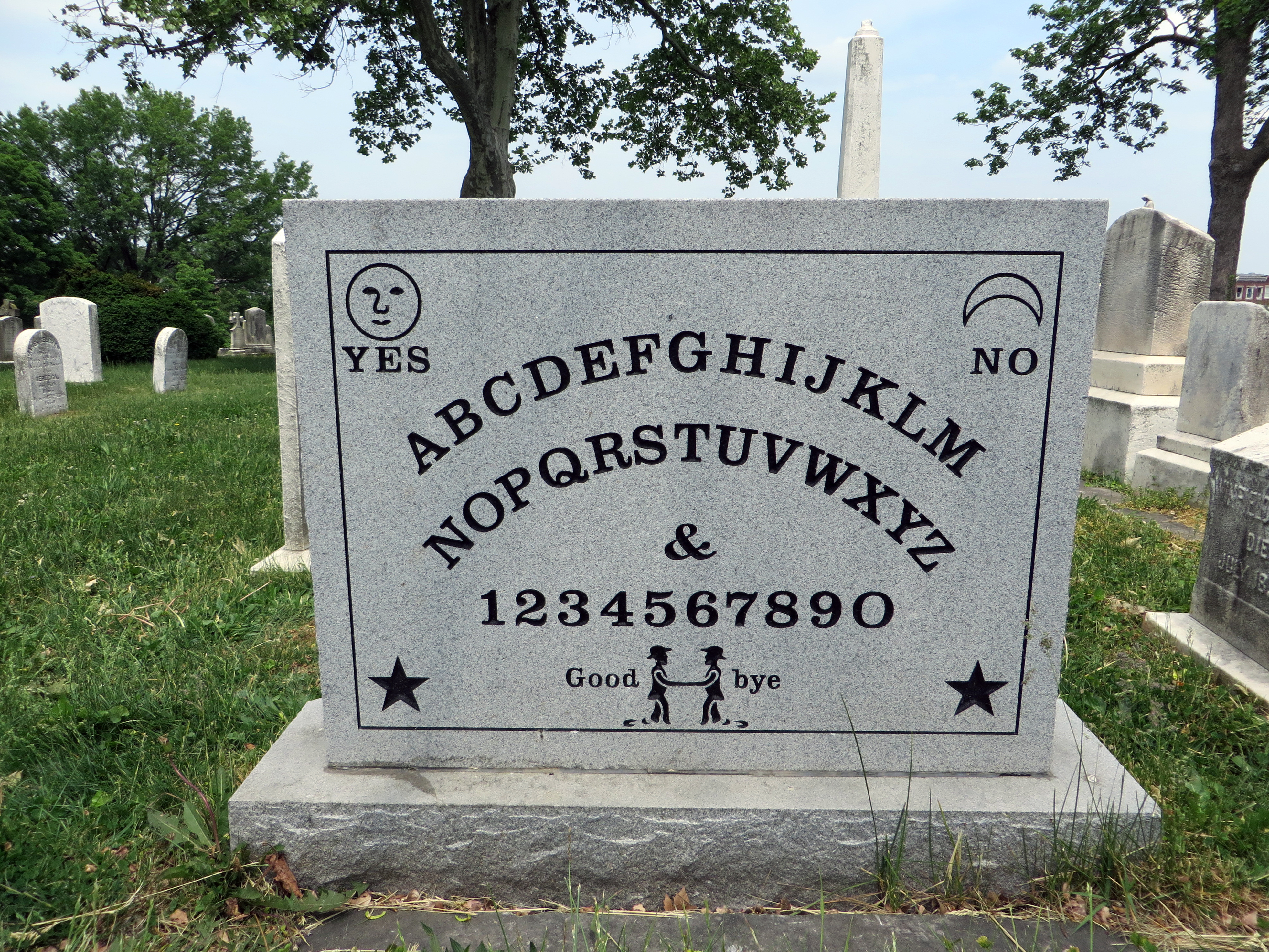
La tomba di Elijah Bond al Green Mount Cemetery

Elijah Jefferson Bond (Bel Air (Maryland), 23 gennaio 1847 – Baltimora, 14 aprile 1921) è stato un avvocato e inventore statunitense conosciuto soprattutto come inventore della tavola ouija.

## Invenzioni
Sebbene abbia inventato e brevettato molti oggetti, tra cui una caldaia a vapore, è ricordato soprattutto per aver brevettato quella che divenne nota come la tavola ouija. Il brevetto fu depositato il 28 maggio 1890 e Charles W. Kennard e William HA Maupin furono elencati come assegnatari. Il brevetto fu concesso il 10 febbraio 1891. Bond cedette i diritti di distribuzione negli Stati Uniti per la tavola Ouija alla Kennard Novelty Company.
Nel 1907 si trasferì in Virginia occidentale, dove fondò la Swastika Novelty Company. La società produsse un knock-off della tavola Ouija originale di Bond chiamata "Nirvana".

## Morte
Bond morì all'età di 74 anni ed è sepolto a Baltimora, nel Green Mount Cemetery, sotto una lapide che ricorda una tavola Ouija.